# Orrhodiella
Conistra là một subchi bướm đêm thuộc họ Noctuidae.